# Тержа
Тержа́ (фр. Terjat) — коммуна во Франции, находится в регионе Овернь. Департамент коммуны — Алье. Входит в состав кантона Марсийя-ан-Комбрай. Округ коммуны — Монлюсон.
Код INSEE коммуны — 03280.

## Население
Население коммуны на 2008 год составляло 218 человек.
| 1962 | 1968 | 1975 | 1982 | 1990 | 1999 | 2008 |
| ---- | ---- | ---- | ---- | ---- | ---- | ---- |
| 235  | 303  | 255  | 244  | 238  | 228  | 218  |

## Экономика
В 2007 году среди 136 человек в трудоспособном возрасте (15—64 лет) 105 были экономически активными, 31 — неактивными (показатель активности — 77,2 %, в 1999 году было 70,0 %). Из 105 активных работали 103 человека (57 мужчин и 46 женщин), безработных было 2 (1 мужчина и 1 женщина). Среди 31 неактивного 5 человек были учениками или студентами, 14 — пенсионерами, 12 были неактивными по другим причинам.

## Достопримечательности
- Церковь Сен-Мартен (XII век)
- Церковный алтарь (XV век)
- Усадьба (XII век)